# Bill Lomas
Pour les articles homonymes, voir Lomas.
Bill Lomas, né le 8 mars 1928 et décédé le 14 août 2007, était un pilote de moto anglais. Il fut deux fois champion du monde en vitesse et remporta deux éditions du Tourist Trophy de l'île de Man. Il mit un terme à sa carrière en 1957 à la suite d'un accident à Imola.

## Palmarès

### Championnat du monde de vitesse
| Saison | Catégorie | Classement        | Moto       | Victoires en GP |
| ------ | --------- | ----------------- | ---------- | --------------- |
| 1950   | 350 cm³   | 7e                | Velocette  | 0               |
| 1951   | 250 cm³   | 12e               | Velocette  | 0               |
| 1951   | 350 cm³   | 11e               | Velocette  | 0               |
| 1952   | 125 cm³   | 8e                | MV Agusta  | 0               |
| 1952   | 350 cm³   | 7e                | A.J.S.     | 0               |
| 1952   | 500 cm³   | 13e               | MV Agusta  | 0               |
| 1955   | 125 cm³   | 9e                | MV Agusta  | 0               |
| 1955   | 250 cm³   | 2e                | MV Agusta  | 1               |
| 1955   | 350 cm³   | Champion du monde | Moto Guzzi | 4               |
| 1955   | 500 cm³   | 6e                | Moto Guzzi | 1               |
| 1956   | 350 cm³   | Champion du monde | Moto Guzzi | 3               |
| 1956   | 500 cm³   | 16e               | Moto Guzzi | 0               |

### Tourist Trophy de l'île de Man
Bill Lomas remporta la Junior TT en 1955 et enlève le classement des 250 cm³ cette même année.